# Monarque infatigable
Myiagra inquieta
Espèce
Statut de conservation UICN

 LC  : Préoccupation mineure
Le Monarque infatigable (Myiagra inquieta) est une espèce d'oiseaux de la famille des Monarchidae.

## Répartition
On le trouve au sud et à l’ouest de l’Australie, en Indonésie, ainsi qu’en Papouasie-Nouvelle-Guinée.

## Habitat
Il fréquente les forêts humides de plaine, la savane, les maquis, les jardins ruraux et les zones artificielles.